# Varaita
Il Varaita (Vràita o Vrèita in piemontese, Varacho [va'raʧɔ] in occitano), è un corso d'acqua della provincia di Cuneo, nonché primo affluente di destra del Po.
Il nome è un diminutivo di Varo (come "piccolo Varo").

## Percorso

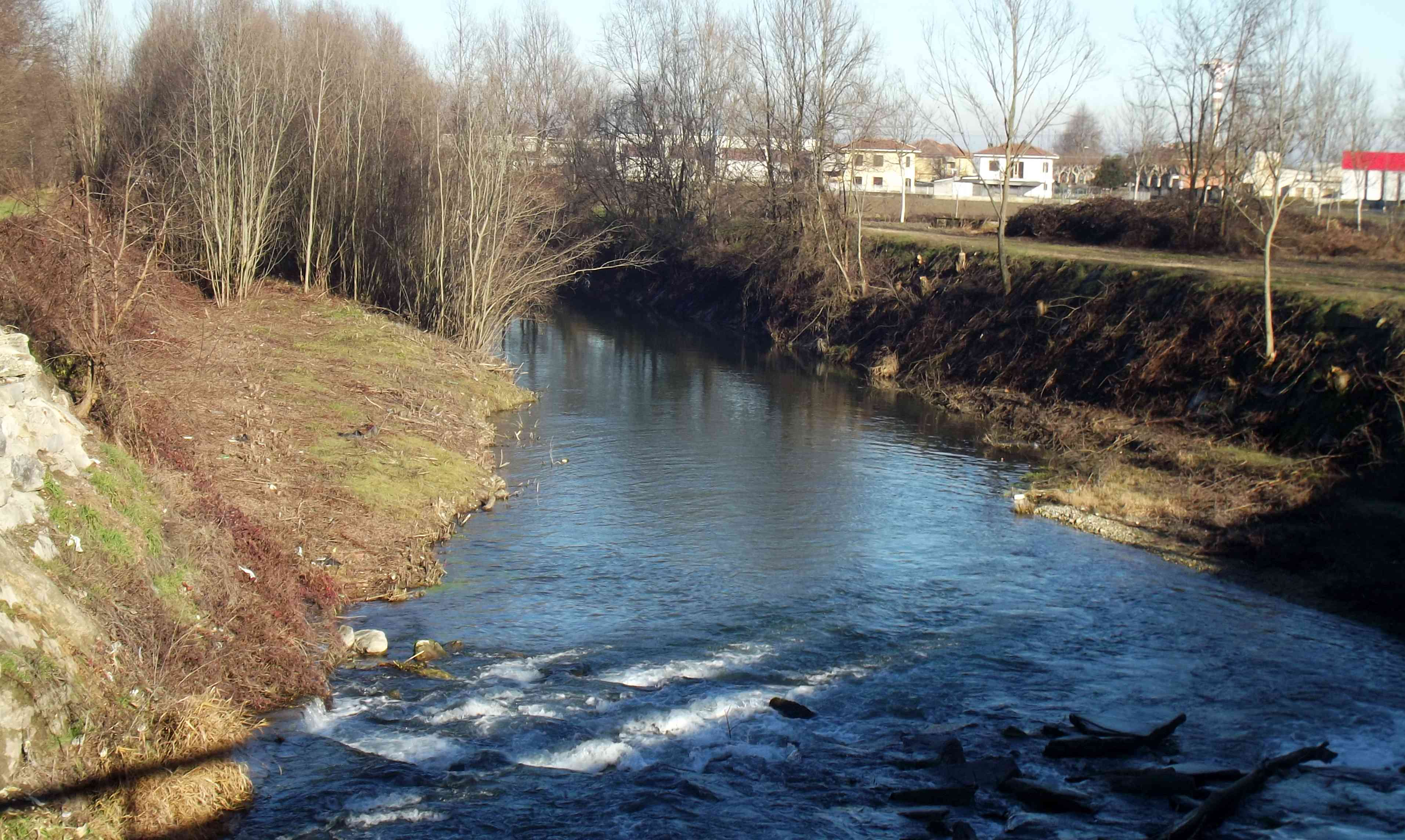
Il Varaita a Polonghera

Il torrente nasce nei pressi di Casteldelfino dalla confluenza di due rami sorgentizi: il Varaita di Bellino, che raccoglie le acque dell'omonimo vallone, e il Varaita di Chianale, che nasce dalle pendici del Monviso e viene sbarrato in comune di Pontechianale formando l'omonimo invaso.
Attraversa poi l'omonima valle e bagna svariati centri come Frassino, Sampeyre, Brossasco e Costigliole Saluzzo.
Giunto in pianura, il Varaita percorre le campagne del saviglianese e confluisce nel fiume Po presso Casalgrasso a quota 241 m s.l.m.. e Faule e Polonghera.

## Principali affluenti
Il Varaita non ha affluenti di particolare rilevanza perché, dopo la confluenza a Casteldelfino dei suoi due rami sorgentizi principali, la sua vallata si presenta piuttosto lineare e poco ramificata. Anche nel proprio tratto di pianura il torrente non sviluppa un reticolo idrografico molto ramificato perché l'asta fluviale corre ad una distanza relativamente breve da quelle del Po (a sinistra) e del Maira (a destra).
- In sinistra idrografica:
  - Rio Vallanta;
  - Rio Gilba.
- In destra idrografica:
  - Torrente Melle;
  - Rio di Valmala;
  - Rio di Rossana.

## Regime
Il Varaita ha un regime torrentizio a carattere alpino con portate maggiori in estate e portate medie autunnali e primaverili.
Scarica nel Po una portata di circa 13 m³/s.